# Eremopogon
Eremopogon es un género de plantas herbáceas perteneciente a la familia de las poáceas. Es originario de las regiones cálidas del Viejo Mundo. 
Algunos editores lo incluyen dentro del género Dichanthium.

## Citología
Número de la base del cromosoma, x = 10. 2n = 40. 4 ploid.

## Especies
- Eremopogon bonapartis var. sublanuginosum (Drobow) Melderis
- Eremopogon delavayi (Hack.) A. Camus
- Eremopogon foveolatus (Delile) Stapf
- Eremopogon paranjpyeanus (Bhide) Blatt. & McCann
- Eremopogon strictus (Roxb.) A. Camus
- Eremopogon triticeum (Gaertn.) Nevski
- Eremopogon tuberculatus (Hack.) A. Camus